# Samuel Scheidt
Samuel Scheidt (3. november 1587 (dåb) – 24. marts 1654) var en tysk organist og komponist. I 1609 blev han hoforganist og i 1620 også hofkapelmester i Halle. Han fik stor betydning for det tyske orgel- og klaverspil, og han skrev ca. 100 koralmelodier samt instrumentalmusik.

## Liv og gerning
Den første post, Scheidt havde, var som hjælpeorganist i Moritzkirche i Halle i 1603. I årene 1607 til 1609 studerede han hos Jan Pieterszoon Sweelinck i Amsterdam. Sweelinck fik en stærk indflytelse på Scheidts stil.
Efter, at Scheidt vendte tilbage til Halle i 1609, blev han hoforganist hos ærkebiskoppen af Magdeburg, markgreve Christian Wilhelm von Brandenburg, og noget senere kapelmester for hoforkesteret i Halle. I årene 1614 til 1616 arbejdede han her sammen med Michael Praetorius.
I 1624 fik Scheidt udgivet Tabulatura nova. Denne samling af værker for orgel og klavikord er Tysklands første trykte udgivelse af klaviaturmusik i partiturnotation (det vil sige kombinationer af femlinjes nodesystemer).
I 1627, 40 år gammel, giftede Scheidt sig med Helena Magdalena Keller. De fik 7 børn, men kun to overlevede en pestepidemi i 1636. Efter, at tjenesteherren flygtede fra Albrecht von Wallensteins tropper i 1628, blev Scheidt arbejdsløs. Der blev da oprettet en skræddersyet stilling til ham som Director musices (musikdirektør) ved tre store kirker i Halle by.
Scheidt mistede denne stilling i 1630, sandsynligvis på grund af en truende rekatolisering af Halle. Tidligere har man antaget, at det skyldes en konflikt med gymnasrektor Christian Gueintz. Derefter ernærede Scheidt sig som privat næringsdrivende ("bloßer Privatus") takket være en lang række elever og musikalske leilighedsopgaver. Til sidst mistede han hele sin formue, meget på grund af den igangværende krig. Da han døde, fik han en fattigbegravelse.
Scheidt hørte til de vigtigste komponister i 1600-tallet. Både kvantitativt og kvalitativt gav han vægtige bidrag til vokal- og instrumentalmusikken, i det hele meget bredere end de samtidige komponister Heinrich Schütz og Johann Hermann Schein.
Scheidt var den første internationalt signifikante tyske komponist for orgelet, og repræsenterer blomstringen af den nye nordtyske stil, som opstod meget på grund af den protestantiske reformation. I Sydtyskland og i en del andre lande i Europa forblev Roms åndelige og kunstneriske indflydelse stærk, hvorfor også musiceringen fandt sted efter italienske forbilleder. Men adskilt fra Rom udviklede musikerne i de protestantiske områder stiltræk, som var forskellige fra dem i de katolske naboområder.

## Musik
Hovedparten af Scheidts orgelmusik findes samlet i hans orgelbog Tabulatura nova, der i året 1624 udkom i Hamborg. Foruden adskillig verdslig musik, danse, variationer, fugaer med mere indeholder dette værk en del orgelkoraler, egentlig koralforspil, der som forløbere for de Bachske orgelkoraler har stor interesse.
Sammenlignede med Bachs orgelkoraler gør Scheidts ganske vist nærmest indtryk af kun at være ufærdige skitser; de synes at indeholde stof til langt mere end til det, de giver, men de er i det mindste behandlede i fuld overensstemmelse med instrumentets natur og spillemåde. Som prøve på dette tidlige koralforspil nævnes her Scheidts bearbejdelse af koralen. "Da Jesus an dem Kreutze stundt". Stykket indledes med en fugeret gennemføring af koralens første linje. Tonearten er den middelalderlige frygiske (e—e). Alten begynder på skalaens femte trin; h, tenoren svarer fra første trin: e; så falder bassen ind med toneartens kvint: h, og først nu sætter sopranen ind, atter på kvinten, for omsider linje for linje at føre melodien til ende. De andre stemmer bevæger sig fra nu af kun frit figurerende under den; kun til første linje ledsages sopranen endnu kanonisk af alt og bas. I fermaterne er der alle vegne indflettet fri mellemspil, og det hele afsluttes med en lille stemningsfuld koda på fire takter.

## Værker
- Cantiones sacrae (1620)
- Tabulatura nova I-III (1624)
- Geistliche Konzerte Teil I (1631)
- Geistliche Konzerte Teil II (1634)
- Geistliche Konzerte Teil III (1635)
- Liebliche Kraftblümlein (1635)
- Geistliche Konzerte Teil IV (1640)
- LXX Symphonias (1644)
- Görlitzer Tabulaturbuch (1650)